# 小牧者訓練会
小牧者訓練会（しょうぼくしゃくんれんかい）は、キリスト教系の宗教法人。韓国人宣教師の卞在昌によって1997年に創立された。
『幸いな人』を刊行している小牧者出版や、インターネット配信を行っているアガペーTV、国際福音キリスト教会を傘下にもつ。2008年まで17回にわたって小牧者コンベンションを開催。